# 七面人
《七面人》（英語：The Imposter）是1975年上映的一部电影，由鲍学礼执导，倪匡编剧，王钟等人出演，该作主要讲述的是一个会易容术的人帮助其他人的故事。

## 劇情簡介
民国时期，会易容术的葛亮听说有人被诬陷，于是便决定用自己的能力去帮助这些人。同时他还用一些方式让诬陷别人的土匪等人绳之以法。

## 演员
- 陈观泰
- 王钟
- 佟林
- 詹森
- 苗天
- 田青
- 伍元勳
- 鲍学礼
- 王將
- 午马
- 强汉
- 盧葦
- 葛荻華
- 錢似鶯
- 西瓜刨
- 姜大卫
- 金軍
- 張石庵
- 任世官
- 沈勞
- 谷峰
- 江全
- 袁信義
- 黃培基

## 備註
1. ↑  伍宏. . 团结出版社. 2008.
2. ↑  . 康樂及文化事務署. 2002.
3. ↑  . 香港電影資料館司. 2003.
4. ↑  Ain-ling Wong. . Hong Kong Film Archive. 2003.

## 相關連結
- 互联网电影数据库（IMDb）上《七面人》的资料（英文）
- 豆瓣电影上《七面人》的資料 （简体中文）
- 香港影庫上《七面人》的資料（繁體中文）